# Космос (Міннесота)
Космос (англ. Cosmos) — місто (англ. city) в США, в окрузі Мікер штату Міннесота. Населення — 507 осіб (2020).

## Географія
Космос розташований за координатами 44°56′7″ пн. ш. 94°41′42″ зх. д. / 44.93528° пн. ш. 94.69500° зх. д. (44.935309, -94.695004).  За даними Бюро перепису населення США в 2010 році місто мало площу 2,95 км², з яких 2,89 км² — суходіл та 0,06 км² — водойми.

## Демографія
Згідно з переписом 2010 року, у місті мешкали 473 особи в 229 домогосподарствах у складі 120 родин. Густота населення становила 160 осіб/км².  Було 261 помешкання (88/км²).
Расовий склад населення:
| - 97,5 % — білих - 0,2 % — вихідців з тихоокеанських островів - 0,2 % — корінних американців - 0,2 % — чорних або афроамериканців - 1,5 % — осіб інших рас |

До двох чи більше рас належало 0,4 %. Частка іспаномовних становила 1,7 % від усіх жителів.
За віковим діапазоном населення розподілялося таким чином: 19,9 % — особи молодші 18 років, 60,6 % — особи у віці 18—64 років, 19,5 % — особи у віці 65 років та старші. Медіана віку мешканця становила 45,2 року. На 100 осіб жіночої статі у місті припадало 96,3 чоловіків;  на 100 жінок у віці від 18 років та старших — 91,4 чоловіків також старших 18 років.
Середній дохід на одне домашнє господарство  становив 45 702 долари США (медіана — 29 423), а середній дохід на одну сім'ю — 61 592 долари (медіана — 46 563). Медіана доходів становила 37 857 доларів для чоловіків та 30 893 долари для жінок. За межею бідності перебувало 12,6 % осіб, у тому числі 0,0 % дітей у віці до 18 років та 18,2 % осіб у віці 65 років та старших.
Цивільне працевлаштоване населення становило 251 осіб. Основні галузі зайнятості: виробництво — 29,1 %, освіта, охорона здоров'я та соціальна допомога — 22,7 %, роздрібна торгівля — 10,4 %, транспорт — 10,0 %.